# 圣皮埃尔布瓦
圣皮埃尔布瓦（法語：Saint-Pierre-Bois，法語發音：[sɛ̃ pjɛʁ bwa]）是法国下莱茵省的一个市镇，属于塞莱斯塔-埃尔什泰因区。

## 地理
圣皮埃尔布瓦（48°20'0"N, 7°21'25"E）面积7.3 平方千米，位于法国大東部大區下莱茵省，该省份为法国大陆部分最东部的省份，是阿尔萨斯的一部分，今与上莱茵省组成了阿尔萨斯欧洲集体，其南至上莱茵省，西南接孚日省和默尔特-摩泽尔省，西接摩泽尔省，北与德国接壤。
与圣皮埃尔布瓦接壤的市镇（或旧市镇、城区）包括：阿尔贝、布林什维莱尔、当巴克城、讷布瓦、雷克斯弗尔、圣莫里斯、谢尔维莱尔、唐维莱、特里耶姆巴克奥瓦。

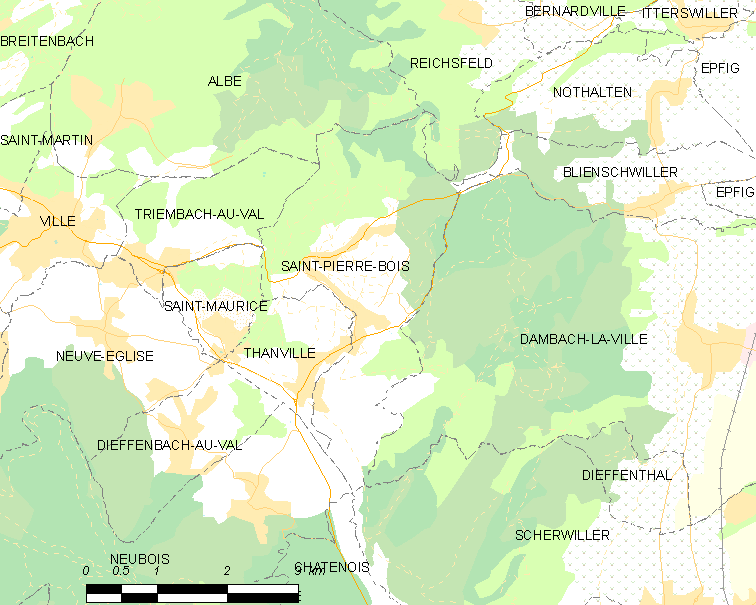
圣皮埃尔布瓦的OSM定位图

圣皮埃尔布瓦的时区为UTC+01:00、UTC+02:00（夏令时）。

## 行政
圣皮埃尔布瓦的邮政编码为67220，INSEE市镇编码为67430。

## 政治
圣皮埃尔布瓦所属的省级选区为米齐格县。

## 人口

1962-2008年间圣皮埃尔布瓦人口变化图示

圣皮埃尔布瓦于2022年1月1日时的人口数量为776人。